# 26171 Katsunorikataoka
26171 Katsunorikataoka è un asteroide della fascia principale. Scoperto nel 1996, presenta un'orbita caratterizzata da un semiasse maggiore pari a 2,481617 UA e da un'eccentricità di 0,188690, inclinata di 4,106759° rispetto all'eclittica. Ha un diametro di 9,61 km e un periodo di rotazione di 61,0037 ore.